# George Clarke (arkitekt)
George Clarke (født 27. maj 1974) er en engelsk arkitekt, tv-vært, foredragsholder og forfatter, der er bedst kendt for sit arbejde på Channel 4-programmerne The Home Show, The Restoration Man, George Clarke's Old House New Home, og George Clarke's Amazing Spaces.
Clarke studerede for at få en BTEC i Building and Construction på Wearside College, Sunderland før han fik en First Class BA Honours i Architectural Studies og et Certificate in Architectural Practice fra Newcastle University School of Architecture, Planning and Landscape, og herefter læste han på Bartlett School of Architecture i London. Mens han studerede tjente han penge ved at renovere folks hjem i sin fritid.
Clarke ahr skrevet flere bøger inklusive Home Bible (Orion) og Build a New Life: by Creating Your New Home. Hans bog Building a Home er planlagt til udkomme 1. februar 2024.